# Gloria Alencáster Ybarra
Gloria Alencáster Ybarra (Ciudad de México, 5 de marzo de 1927 - 9 de agosto de 2018) fue una investigadora mexicana considerada la primera paleontóloga mexicana. Referente en el avance de las ciencias de la Tierra, principalmente en la paleontología mexicana, contribuyó al conocimiento de la diversidad fosilífera en México, pionera en los estudios sobre rudistas y creadora del Museo de Paleontología en México. Su principal contribución fue el descubrimiento de una subespecie hippuritoida, entre otros géneros y especies. Publicó diversos artículos en revistas reconocidas internacionalmente en el campo de la paleontología.

## Biografía
Nació en la Ciudad de México en el seno de una familia compuesta por sus padres Agustín Alencáster y María de Jesús Ybarra y sus dos hermanas, Perla y Artemisa. Descubrió su vocación por la biología a temprana edad, tuvo la oportunidad de cursar las materias de Botánica y Zoología con las maestras Helia Bravo Hollis y María Luisa Blackaller en la Escuela Secundaria No. 6. En la Escuela Nacional Preparatoria cursó Biología.

## Estudios
Estudió la licenciatura en Biología en la Facultad de Ciencias de la Universidad Nacional Autónoma de México. Obtuvo su título de bióloga en 1948, al terminar sus estudios recibió dos diplomas, dos medallas y un premio en efectivo por el mejor promedio del año y por el mejor promedio de la carrera.

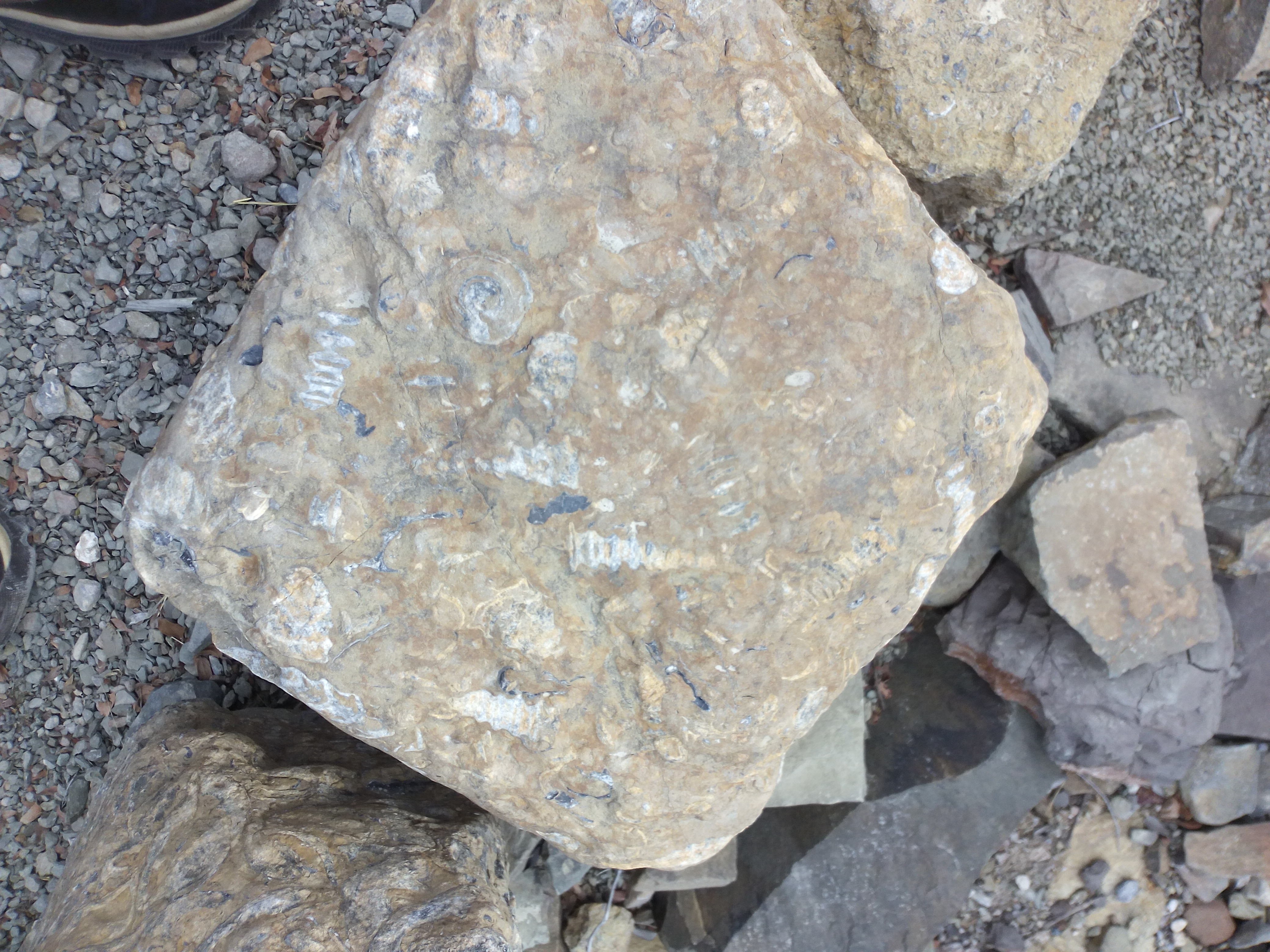
Fósiles de moluscos, San Juan Raya, México.

Entre 1953 y 1954 estudió la maestría en Geología en la Universidad de Columbia en Nueva York, Estados Unidos, durante ese periodo investigó sobre el estudio de un conjunto de fósiles que se encontró en San Juan Raya, Puebla a finales del siglo XIX y que hasta ese momento no se había estudiado, lo que le permitió obtener su título en 1956. Su primera publicación en 1956 fue sobre su investigación de maestría, es el número 2 de la revista Paleontología Mexicana, de la que ella es fundadora.
Continuó su preparación por el grado de doctora en Ciencias (Biología), el cual obtuvo con mención honorífica en la Universidad Nacional Autónoma de México en 1969 con la investigación de la colección de rudistas (moluscos bivalvos extintos) de Chiapas. Su investigación doctoral, asentó las bases sobre la bioestratigrafía de los rudistas del Caribe, por ser la más adelantada hasta ese momento.

## Trayectoria Académica
Desde su último año de licenciatura en biología empezó a relacionarse con la docencia, de 1947 a 1951 se desempeñó como preparadora de laboratorio, conduciendo las prácticas de laboratorio de Biología en la Escuela Nacional Preparatoria. En 1950 ingresó al grupo de paleontólogos de Petróleos Mexicanos (PEMEX) trabajando en la Gerencia de Exploración donde realizó sus primeros estudios sobre diferentes grupos de invertebrados fósiles, materiales que recuperaban los geólogos durante las campañas de exploración. Esta área del conocimiento la cautivó por lo que decide especializarse en paleontología. Al terminar su maestría, PEMEX le ofrece un puesto con el doble de sueldo pero ella decide renunciar y aceptar la oferta del Instituto de Geología de la UNAM para seguir realizando investigaciones y publicaciones.

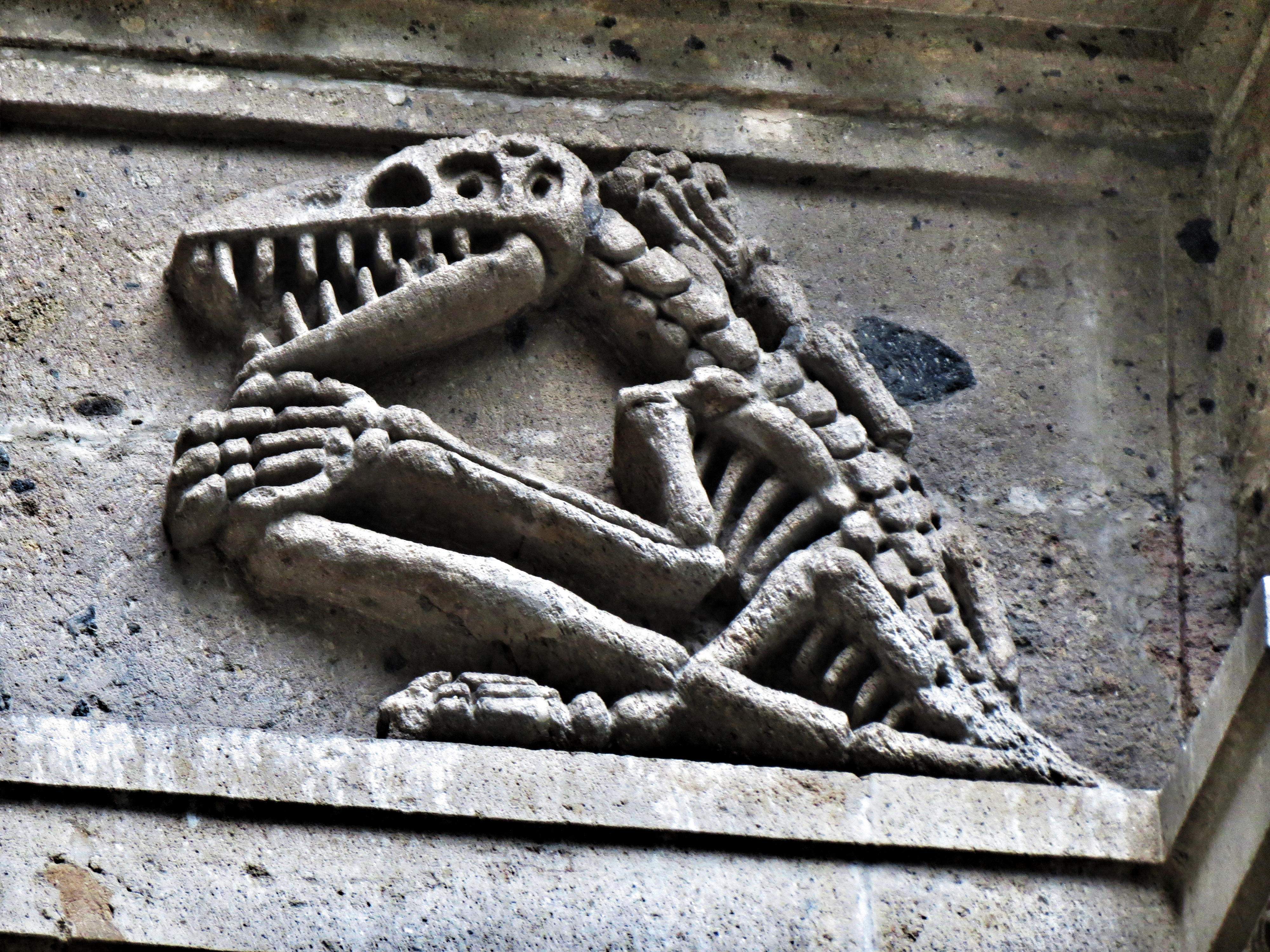
Museo de Paleontología del Instituto de Geología de la UNAM

En 1956, participó en la creación del Museo de Paleontología del Instituto de Geología, trasladando el material que se encontraba en el Museo de Geología a la Facultad de Ciencias de la Universidad Nacional Autónoma de México, formando lo que actualmente se conoce como Colección Nacional de Paleontología.
Entre 1958 y 1968, tuvo a su cargo la cátedra de Paleontología General en la licenciatura de la Facultad de Ciencias, en aquella época, las cátedras eran anuales y un solo grupo podría contar con más de cien alumnos. A partir de 1969 y hasta 1993, imparte alternadamente otras materias de Paleontología, así como los Seminarios de Investigación correspondientes dentro del posgrado de la Facultad de Ciencias. Se le considera formadora de las nuevas generaciones de paleontólogos.

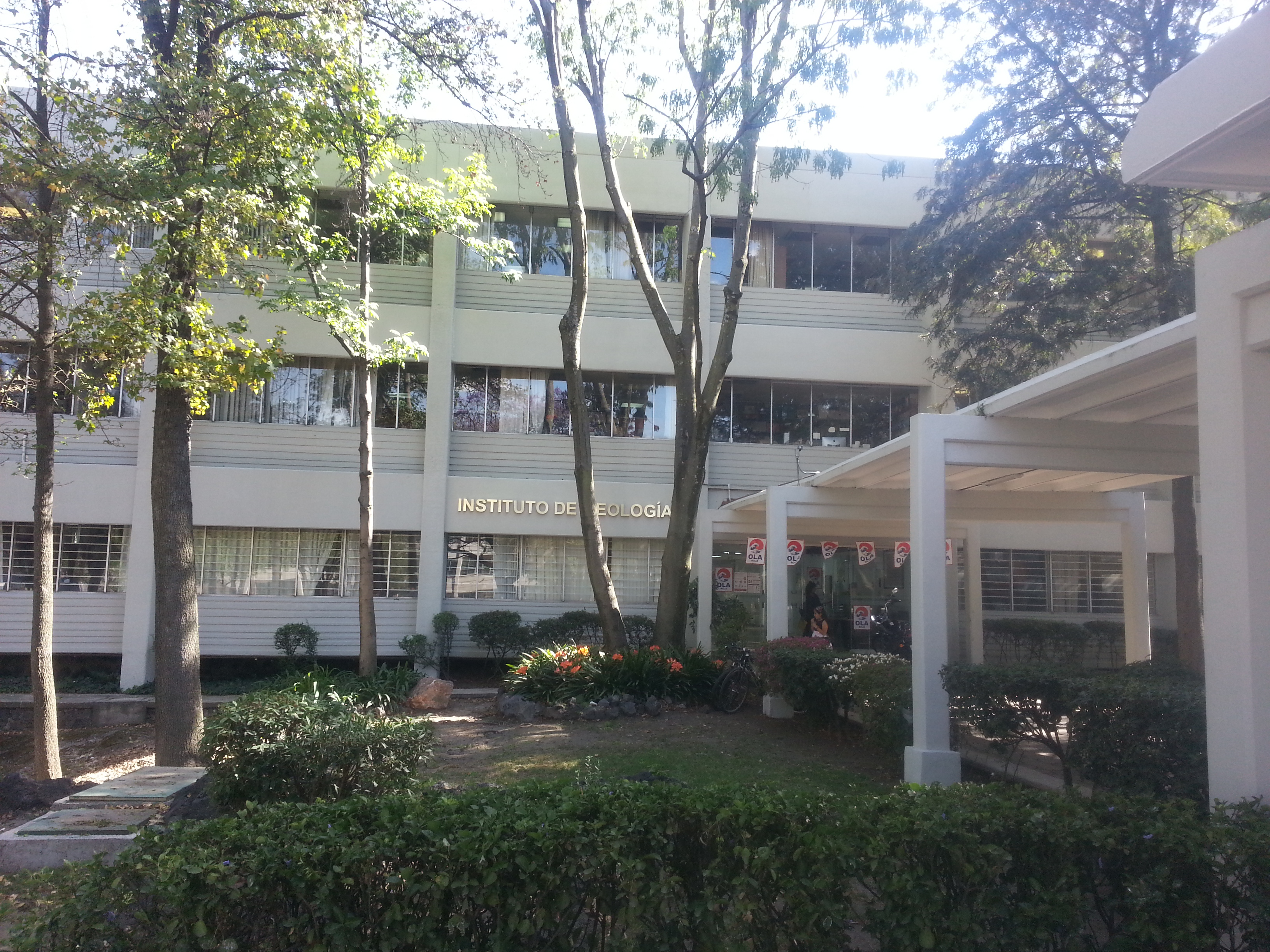
Instituto de Geología de la Universidad Nacional Autónoma de México

En las décadas de 1950 y 1960, Gloria Alencáster fue impulsora de reclamar la relevancia del papel de la mujer en la Paleontología, con lo que obtiene notoriedad. La investigadora fue fundadora del Departamento de Paleontología del Instituto de Geología de la UNAM, en la que ocupó la jefatura de 1959 a 1974. La doctora Gloria integró desde su reciente creación a dos de sus alumnas: Alicia Silva Pineda para estudiar las impresiones de plantas recolectadas por los geólogos del Instituto de Geología; y a María del Carmen Perrilliat Montoya para el estudio de los moluscos cretácicos. Estas tres mujeres abren caminos a más mujeres en la paleontología. Entre 1970 y 1980, la paleontología se independiza de la geología, surgiendo nuevos proyectos de investigación donde cobran importancia otras mujeres, como Blanca Estela Huitrón, investigadora de los paleoambientes del Paleozoico.
Gloria Alencáster fue parte del primer consejo directivo de la Sociedad Mexicana de Paleontología, asociación fundada en 1986, la cual presidiría diez años después, en 1996. Dentro de las funciones del consejo apoyó en la planeación, organización y celebración del Primer Congreso Nacional de Paleontología en México. Otra de las responsabilidades mayores del Consejo, fue la creación de la Revista de la SOMEXPAL, donde se publicarían los resultados de investigaciones desarrolladas por integrantes de la comunidad geológica y paleontológica nacional, así como por la comunidad extranjera que se interesara en la paleobiota de México. También perteneció a otras sociedades científicas, entre ellas, Asociación Mexicana de Ciencias (Geociencias y paleontología), Sociedad Geológica Mexicana, Asociación Paleontológica Inglesa y Sociedad Paleontológica de Estados Unidos.

## Líneas de investigación

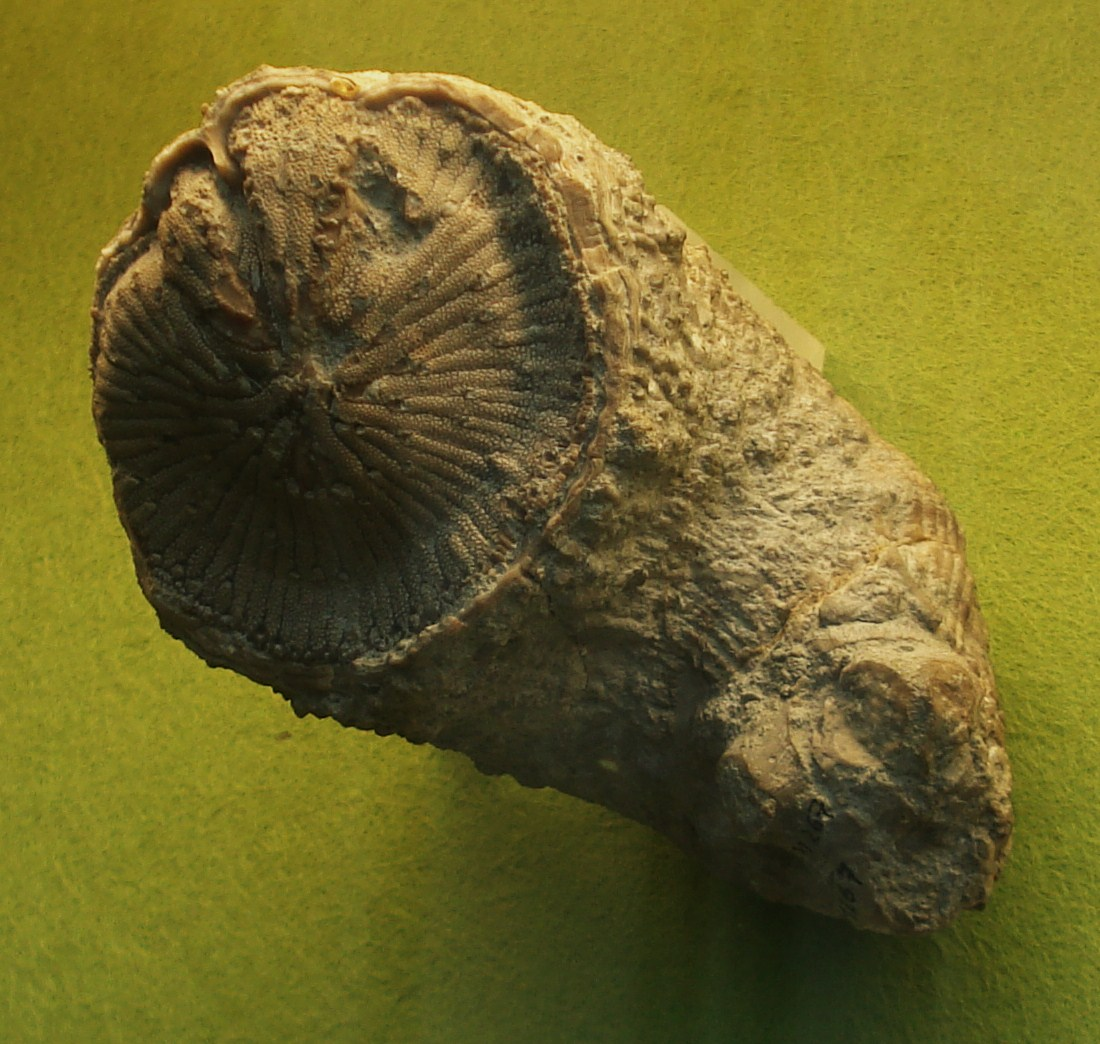
Fósil Hippurites (rudista)

Sus líneas de investigación fueron la paleontología de invertebrados, paleogeografía, bioestratigrafía, bioecología y geología. Se enfocó en el estudio de los moluscos marinos fósiles de la era mesozoica, procedentes de localidades fosilíferas de casi todo México y se caracterizó por contar con una vasta obra que publicó en distintos artículos de las mejores revistas del campo de la paleontología. Su principal contribución está ligada con el descubrimiento a nivel internacional de diversos géneros y especies, así como de una subfamilia de rudistas. La investigación que realizó sobre fósiles mexicanos fue la base de estudios paleontológicos en México y contribuyó a la recreación de la biota del Cretácico, cuando México se encontraba, mayormente bajo el mar.

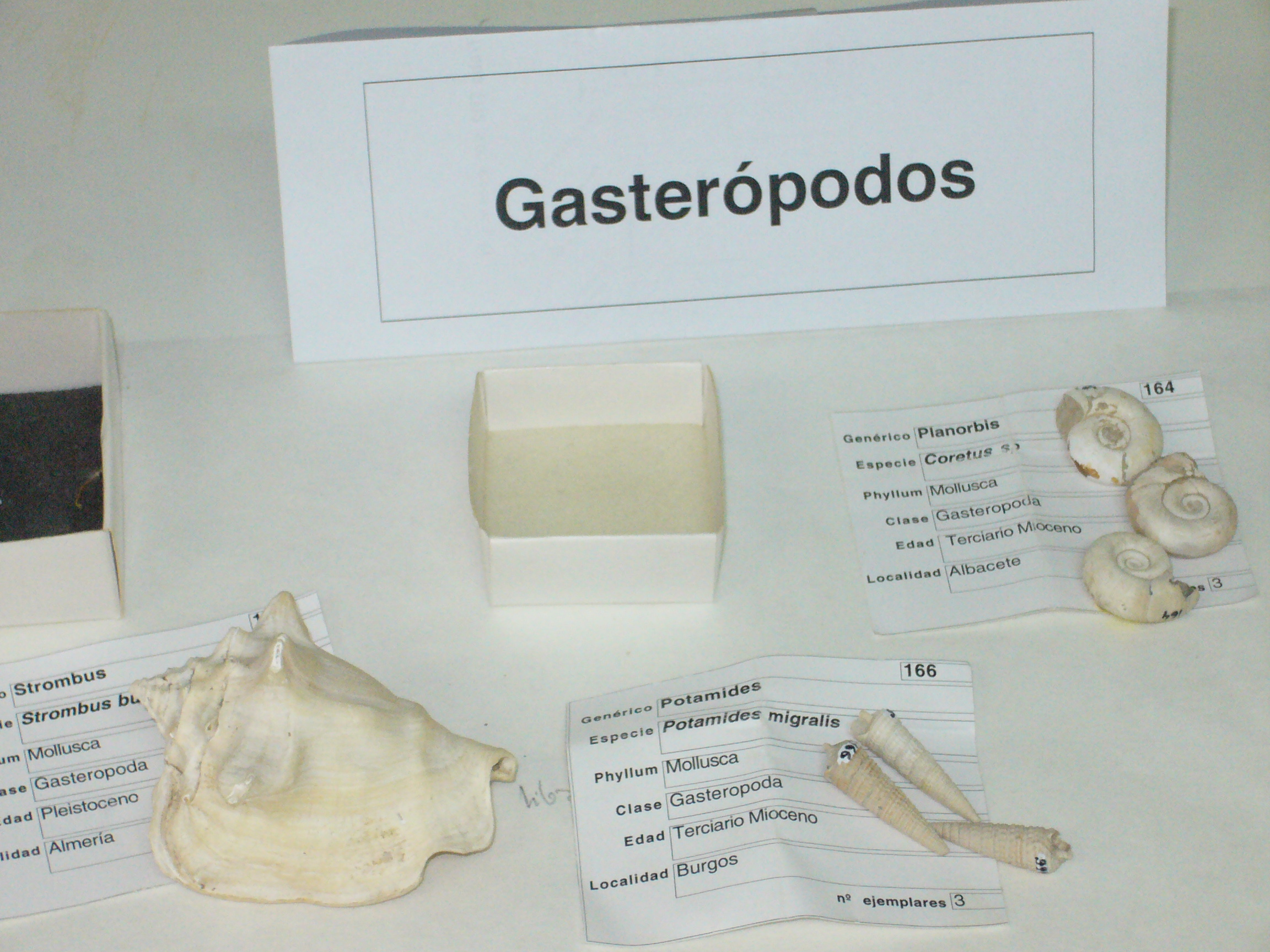
Fósiles Gasteropodos

En 1956, tras el descubrimiento de varios geólogos sobre la diversidad de la fauna de invertebrados procedentes del periodo cretácico en Puebla, se despertó el interés de un nuevo estudio descriptivo con el propósito de resguardar las colecciones de fósiles mexicanos en el Museo del Instituto de Geología de la Universidad Nacional Autónoma de México. Gloria Alencáster publicó en 1963 la descripción de los Gasterópodos (caracoles) y Pelecípodos (ostras y almejas), investigaciones que venía realizando desde la década de 1950. Los siguientes años publicó junto a Blanca Estela Buitrón una amplia bibliografía sobre la región de Puebla.
También describió distintos géneros de fósiles que trascendieron en importancia para PEMEX, sus contribuciones en estratigrafía han servido para grandes descubrimientos de petróleo.

## Publicaciones
Las publicaciones de Gloria Alencáster constan de diversos artículos en revistas nacionales y extranjeras, han recibido más de 1000 citas en publicaciones internacionales.
- A pithonellid bloom in the Cenomanian-Turonian boundary interval from Cerritos in the western Valles-San Luis Potosí platform, Mexico: Paleoenvironmental significance, 2014.
- Albian radiolitid rudists (Mollusca Bivalvia) from east-central Mexico, 2008.
- New caprinid rudist genera Guzzella and Muellerriedia (Bivalvia-Hippuritacea) from the Albian (Cretaceous) of central Mexico, 1998.
- Two new Lower Cretaceous rudists (Bivalvia-Hippuritacea) from the Huetamo region; southwestern Mexico, 1998.
- Third international conference on rudists, 1993
- Coalcomana ramosa (Boehm)(Bivalvia-Hippuritacea) del Albiano temprano del Cerro de Tuxpan, Jalisco, 1986.
- Nuevo rudista (bivalvia-hippuritacea) del Cretácico Inferior de Pihuamo, Jalisco, 1986.
- Moluscos y braquiópodos del Jurásico Superior de Chiapas, 1977.
- Pelecipodos y gasterópodos del cretácico inferior de la región de San Juan Raya-Zapotitlán, Estado de Puebla, 1956.

## Premios y distinciones
- Investigadora emérita, Sistema Nacional de Investigadores, Consejo Nacional de Ciencia y Tecnología, 2013.
- Premio Sor Juana Inés de la Cruz, 2003.[17]
- Investigadora emérita, Universidad Nacional Autónoma de México, 1997.